# Museu Republicano de Itu
O Museu Republicano Convenção de Itu, conhecido também como apenas Museu Republicano, é um museu especializado no período da República Velha. Fica localizado num sobrado da cidade paulista de Itu, onde se reuniram em 1873 partidários da derrubada do regime monárquico brasileiro. A esta reunião deu-se o nome de Convenção de Itu.
Tem como foco de exibição o movimento republicano brasileiro e a primeira fase da República brasileira, com ênfase no olhar paulista sobre o movimento, e trata também da história de Itu e região, com ênfase no século XIX. Possui atividades de pesquisa, ensino e extensão relacionadas aos estudos de patrimônio histórico e cultural.
O museu foi inaugurado em 18 de abril de 1923 pelo então presidente do Estado de São Paulo, Washington Luís Pereira de Sousa e desde então é uma unidade auxiliar (anexo) pertencente ao Museu Paulista da Universidade de São Paulo.

## Origem
A idealização do museu surgiu da vontade dos republicanos paulistas em criar uma instituição que celebrasse a memória do regime republicano, assim como exaltasse a participação do Estado de São Paulo na instauração do republicanismo no país, especificamente sob um ponto de vista paulista, e legitimasse a hegemonia e posição política do grupo que a instituiu.
Esse motivo republicano foi em dado momento cogitado para o próprio Museu do Ipiranga em seu projeto, mas por ter se tornado um monumento à Independência, não deixou espaço para essa ênfase na instauração da República.

### Contexto histórico

#### Convenção de Itu
O histórico do republicanismo no Brasil data de muito antes da instalação da república em si, com os movimentos de separação da coroa portuguesa – como a Inconfidência Mineira (1789), a Revolução Pernambucana (1817), a Sabinada (1837) – e a publicação do Manifesto Republicano em 1870. No entanto, a organização e fundação partidária do movimento se dariam somente em 1873, com a Convenção de Itu, “a assembleia soleníssima, em que foram tomadas deliberações fundamentais e vitais para a arregimentação democrática”.
A Convenção de Itu foi a primeira convenção republicana do Brasil, no qual estiveram presentes 133 republicanos,  em maioria cafeicultores. Tinha como objetivo organizar o movimento em São Paulo, após a publicação do Manifesto Republicano no Rio de Janeiro. A cidade de Itu foi escolhida para sediar o encontro por interesse dos políticos locais, e teve presente observadores do Rio de Janeiro e representantes de dezesseis cidades paulistas.
Foi na convenção que se deu os primórdios do Partido Republicano Paulista (PRP), primeiro movimento organizado republicano brasileiro, assim como partido político dominante durante todo o período da República Velha em São Paulo.

#### Crise
No momento em que se deu a idealização do museu, a oligarquia paulista vivia um momento de crise, caracterizada pelo fim da hegemonia do PRP no cenário político geral brasileiro e, consequentemente, dos grupos políticos que o partido representava. Junto a isso, o país enfrentava também conflitos de ordem social – como o aumento da população urbana, emergência de uma então inédita classe média, o movimento operário iniciado a partir de 1917 – e de ordem econômica – caracterizada pela crise da cafeicultura –, fato que colaborou com a fragilização das bases do governo, cujos representantes eram formados pela elite cafeicultora.

### Projeto

Sua arquitetura frontal como logomarca atual do museu.

O projeto se deu propriamente no início da década de 1920, quando se aproximava a data do cinquentenário da fundação do Partido Republicano Paulista e ao mesmo tempo se tinha uma relativa dúvida quanto à possível continuação do projeto em nível nacional, devido à crise. Dessa forma, foi decidido que seria criado uma espécie de memorial para enraizar a história tanto do movimento republicano no Brasil quanto do partido que fez parte de sua fomentação, o PRP, na forma de um museu.
Sua primeira proposta foi na verdade em 1917, quando Graciano Geribello, o então prefeito de Itu, apresentou pela primeira vez o projeto para a compra do sobrado em que se deu a Convenção de Itu em 1873, com finalidades memoriais. O pedido, no entanto, não foi aceito, sendo somente retomado por Washington Luís, então Presidente do Estado de São Paulo.
Em 23 de dezembro de 1921, o deputado estadual pelo PRP Mário Tavares fez o discurso solicitando a verba para a compra do sobrado em que se realizou a Convenção e sua transformação em museu. Em seu discurso, é possível perceber o grande sentimento patriótico por trás do projeto, tendo ele afirmado que o projeto não precisaria de muita justificativa por ser "uma assembleia de brasileiros, de paulistas e de republicanos". Para ele, foi a partir da Convenção de Itu que " defluíram (...) a sistematização dos esforços, a multiplicação dos apóstolos e combatentes, a disseminação do credo novo, a proclamação de 89, as franquias liberais, o sufrágio universal, a liberdade de cultos, as transformações do nosso direito, (...) e ainda o impressionante avanço progressista material do Brasil, o incontestável avanço moral, dia a dia mas acentuado, lenta e gradativamente alcançado (...)", e a criação de um museu-memorial significaria a retomada desses ideais e a celebração dos sucessos do passado, depositando assim no projeto o papel de solução para a crise vivida no país.

### Formação
O projeto começa a ser realizado de fato pouco depois do discurso de Tavares, com a promulgação da lei n.1.856, de 19 de dezembro de 1921, que autorizava a compra do sobrado para a realização do museu. Em seu artigo primeiro, deixa expressa a sua finalidade: "guardar os objetos e documentos que se relacionem com a propaganda e proclamação da República".
O sobrado foi adquirido pela quantia de 40 contos de réis, e foram disponibilizados pelo governo 80 contos de réis de crédito destinados à reforma e adaptação do espaço em museu, que se deu em cerca de dois meses. O sobrado era um edifício residencial pertencente à família Almeida Prado, e suas reformas consistiram na fortificação e melhora da estrutura, e da adaptação dos cômodos de modo que pudessem receber as exposições, tendo alguns deles deixado de existir para ceder espaço à áreas de iluminação, e algumas paredes sido derrubadas para a criação de um grande salão no piso superior. Representantes do PRP acompanharam as obras de perto, e determinaram que nas duas salas em que se realizaram a Convenção, não fosse mudado nada, preservando sua estrutura original.
A organização do museu foi entregue a Affonso D'Escragnolle Taunay, então diretor do Museu Paulista, em 1923, por Washington Luís, que fora quem o apontara também para a diretoria do museu do Ipiranga em 1917. Taunay era muito próximo da elite cafeicultora e de Washington Luís, os idealizadores do projeto. Washington Luis, por sua vez, teve participação ativa na realização do museu, principalmente se levado em conta sua posição na presidência do Estado. Em uma carta de 1925, Taunay declara: "A iniciativa da fundação do estabelecimento deve-se ao Dr. Washington Luís, que foi quem escolheu os nomes dos próceres da República, convencionais e outros que deviam ser homenageados com retratos, deu redação aos dizeres da placa comemorativa e deu outras providências". Ele atuou também na definição da planta final do sobrado e na formação do acervo, servindo de intermédio nas negociação de doações.
Taunay, no entanto, se mostrou indisposto a tomar a frente como organizador do Museu Republicano num primeiro momento. Ele apresentou grande reluta para aceitar o trabalho, e inclusive usou o fato que estava organizando o museu como moeda de troca em diversas ocasiões. Dizia ser um projeto muito trabalhoso e ter pouco tempo e vontade para fazê-lo, uma vez que já estava responsável pelo Museu Paulista. Foi indicado pelo Governo do Estado para tomar o Museu Republicano, e de inicio negou a proposta, porém foi de qualquer forma incumbido da tarefa por Washington Luís.
O status de anexo do Museu Republicano seria provisório, porém essa relação com o Museu do Ipiranga se mantém até os dias atuais. Foi a partir do decreto n.2871, de julho de 1925, que “reorganizou o museu paulista e lhe deu regulamento”, que foi estabelecida sua organização, sendo então o Museu Paulista dividido em três seções: Seção de História Nacional e especialmente de São Paulo; Seção de Zoologia e Seção Botânica. Fica escrito então que o Museu Republicano e suas coleções fazem parte da Seção Histórica.
Sua formação é considerada finalizada em 1946.

## Características

### Arquitetura

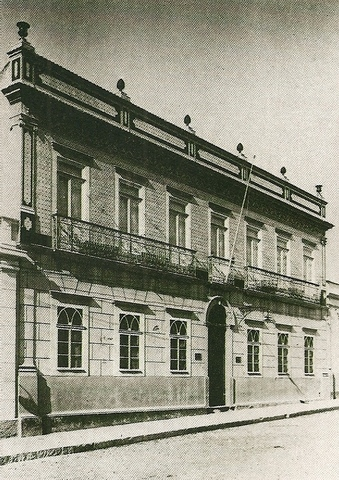
Fachada do Museu Republicano em 1923, ano de sua inauguração.

O sobrado foi construído a mando do fazendeiro Francisco de Almeida Prado, na década de 1850. Em 1866, a casa passa para o nome de um de seus filhos, Carlos de Vasconcelos de Almeida Prado. Nesse ano, Carlos de Vasconcelos manda fazer a reforma que atualiza os cômodos e a fachada principal aos gostos da Corte da época, sendo então instalados os azulejos portugueses que caracterizam o prédio. É um exemplo característico do tipo de moradia da elite cafeicultora do século XIX, em que é realçado simbolicamente seu poder econômico.
Affonso Taunay explica no guia do museu que, além de seu objetivo inicial de exaltar a Convenção de Itu e o republicanismo paulista, por ter se instalado numa típica residência do século XIX, o museu tinha objetivo também de exibir artes decorativas, “dando aos visitantes a ideia do que eram o mobiliário e a ornamentação de uma casa rica brasileira pelas vizinhanças de 1870 com o seu feitio típico de disparidade muito de bric à brac, pela mistura de estilos e procedências”.
O edifício apresenta dois pavimentos, térreo e superior. No pavimento térreo, são abertas ao público quatro salas de exposição e um jardim, enquanto no superior são cinco salas de exposição, sendo que nas duas em que se realizou a Convenção de Itu não foram exercidas qualquer tipo de modificação, mantendo a estrutura original.

### Acervo
O acervo do museu é composto por retratos, documentos textuais e iconográficos, mobiliários, objetos pessoais e decorativos relativos aos chamados "republicanos históricos" e aos "convencionais de Itu".
Foi reunido aos poucos, tendo o museu sido inaugurado com uma incompleta "galeria de retratos de vultos eminentes do republicanismo": signatários o Manifesto de 1870, propagandistas da república, membros da Convenção e membros do governo provisório da República. A produção desses retratos foi supervisionada por Washington Luís, tendo ele participado na escolha dos retratados assim com na dos retratistas. A esses retratos foram destinados duas salas de exposição.
Após a inauguração, o acervo foi formado por meio de compras e doações de familiares dos convencionais, membros do PRP e do próprio Washington Luís, estando entre elas mobílias originais da residencia da família Almeida Prado. Além das peças relacionadas a eles, o museu possui também uma série de imagens gravadas em azulejos. A criação e instalação de sua azulejaria interna data da década de 1940, e apresenta cenas que montam uma narrativa da história ituana costuradas a marcos da história do Brasil.
Um dos destaques do acervo é um conjunto de móveis, quadros, livros e objetos de decoração do gabinete de trabalho de Piracicaba do presidente Prudente de Morais.

## Galeria
| Imagem | Obra | Artista                       |
| ------ | --- | ----------------------------- |
|        | Arco Principal colocado no largo da Matriz, em Itu, por ocasião da visita de S. Majestade de D. Pedro II            | Miguelzinho Dutra             |
|        | Arco para a chegada do Imperador D. Pedro II em Itu, em 1846                                                        | Miguelzinho Dutra             |
|        | Asilo do Padre Bento Dias Pacheco (Igreja do Senhor do Horto), Itu                                                  | Miguelzinho Dutra             |
|        | Bandeira do Divino                                                                                                  | Miguelzinho Dutra             |
|        | Caboclas no sertão do Tietê                                                                                         | Adrien Henri Vital van Emelen |
|        | Cadeia da cidade de São Paulo                                                                                       | Miguelzinho Dutra             |
|        | Cadeia de Casa Branca                                                                                               | Miguelzinho Dutra             |
|        | Candeeiro de trevas / Catedral de São Paulo                                                                         | Miguelzinho Dutra             |
|        | Capitão-mór de Itu, Vicente da Costa Taques Goes e Aranha                                                           | Miguelzinho Dutra             |
|        | Carmo e Capela do Jazigo                                                                                            | Miguelzinho Dutra             |
|        | Casa das Educandas (Convento de N. S. das Mercês)                                                                   | Miguelzinho Dutra             |
|        | Catedral em São Paulo                                                                                               | Miguelzinho Dutra             |
|        | Cego com bastão | Miguelzinho Dutra             |
|        | Cego com criança, em Piracicaba                                                                                     | Miguelzinho Dutra             |
|        | Cego guiado por um preto                                                                                            | Miguelzinho Dutra             |
|        | Cemitério de Casa Branca                                                                                            | Miguelzinho Dutra             |
|        | Chafariz do Largo da Misericórdia de São Paulo                                                                      | Miguelzinho Dutra             |
|        | Cidade não identificada                                                                                             | Miguelzinho Dutra             |
|        | Cidade não identificada                                                                                             | Miguelzinho Dutra             |
|        | Colégio em Itu do Padre Campos                                                                                      | Miguelzinho Dutra             |
|        | Convento da Luz, São Paulo                                                                                          | Miguelzinho Dutra             |
|        | Convento de Santa Tereza em São Paulo                                                                               | Miguelzinho Dutra             |
|        | Desenho da iluminação do Quartel em São Paulo, por ocasião da chegada de S. Majestade o Imperador D. Pedro II       | Miguelzinho Dutra             |
|        | Fazenda Corumbataí, Piracicaba                                                                                      | Miguelzinho Dutra             |
|        | Fazenda Monte Alegre, Piracicaba                                                                                    | Miguelzinho Dutra             |
|        | Fazenda de Antonio Manuel Teixeira – Venda Grande, Campinas                                                         | Miguelzinho Dutra             |
|        | Fazenda não identificada                                                                                            | Miguelzinho Dutra             |
|        | Festa do Divino Espírito Santo                                                                                      | Miguelzinho Dutra             |
|        | Fiel retrato do falecido José Careca ou José Cabeça, conhecido pelo nome de Padre. Tipo ituano (7)                  | Miguelzinho Dutra             |
|        | Homem com a Ordem de Cristo                                                                                         | Miguelzinho Dutra             |
|        | Igreja da Penha de França                                                                                           | Miguelzinho Dutra             |
|        | Igreja de N. Senhora do Patrocínio de Itu                                                                           | Miguelzinho Dutra             |
|        | Igreja de São Paulo                                                                                                 | Miguelzinho Dutra             |
|        | Igreja do Carmo, São Paulo                                                                                          | Miguelzinho Dutra             |
|        | Igreja do Rosário de Casa Branca                                                                                    | Miguelzinho Dutra             |
|        | Igreja do Senhor Bom Jesus - Itu                                                                                    | Miguelzinho Dutra             |
|        | Incêndio na mata | Miguelzinho Dutra             |
|        | Interior da Capela do Jazigo do Carmo, em Itu                                                                       | Miguelzinho Dutra             |
|        | José Veloso, tipo ituano (6)                                                                                        | Miguelzinho Dutra             |
|        | Jovem | Miguelzinho Dutra             |
|        | Largo de São Francisco em Itu                                                                                       | Miguelzinho Dutra             |
|        | Largo do Palácio do Governo e Igreja do Colégio dos Jesuítas, São Paulo                                             | Miguelzinho Dutra             |
|        | Morte do Padre Elias do Monte Carmelo, assistida por seus dois filhos                                               | Miguelzinho Dutra             |
|        | Padre Elias do Monte Carmelo                                                                                        | Miguelzinho Dutra             |
|        | Padre Idelfonso Xavier                                                                                              | Miguelzinho Dutra             |
|        | Paisagem não identificada                                                                                           | Miguelzinho Dutra             |
|        | Pedreira de Varvito, em Itu                                                                                         | Miguelzinho Dutra             |
|        | Pirâmide e Chafariz do Pique, São Paulo                                                                             | Miguelzinho Dutra             |
|        | Porta feita no pátio do Carmo, por ocasião da visita de S. Majestade a Itu                                          | Miguelzinho Dutra             |
|        | Porto de Goes, cachoeira abaixo do Salto de Itu                                                                     | Miguelzinho Dutra             |
|        | Primeiro arco feito em Itu para a chegada do Imperador D. Pedro II, edificado fronteiro ao Cruzeiro de S. Francisco | Miguelzinho Dutra             |
|        | Projeto da fachada do Jazigo de Carmo - Itu                                                                         | Miguelzinho Dutra             |
|        | Quartel e cadeia de Casa Branca                                                                                     | Miguelzinho Dutra             |
|        | Rancho e paisagem                                                                                                   | Miguelzinho Dutra             |
|        | Rancho e paisagem                                                                                                   | Miguelzinho Dutra             |
|        | Retrato de Francisco Pedro de Sousa Mello                                                                           | Adrien Henri Vital van Emelen |
|        | Retrato de Joaquim Pires Pereira de Almeida                                                                         | Adrien Henri Vital van Emelen |
|        | Retrato de José Raphael de Almeida Leite                                                                            | Adrien Henri Vital van Emelen |
|        | Ruínas de Santo André da Borda do Campo                                                                             | Miguelzinho Dutra             |
|        | Salto de Butarantim, Sorocaba                                                                                       | Miguelzinho Dutra             |
|        | Salto de Itu, no rio Tietê                                                                                          | Miguelzinho Dutra             |
|        | Salto de Itu, no rio Tietê                                                                                          | Miguelzinho Dutra             |
|        | Santa Casa de Misericórdia de Itu                                                                                   | Miguelzinho Dutra             |
|        | Santa Verônica | Miguelzinho Dutra             |
|        | Sítio do Capitão José Manuel, abaixo de Porto Feliz (às margens do Tietê)                                           | Miguelzinho Dutra             |
|        | Thomaz da Silva Dutra, pai de Miguelzinho Dutra                                                                     | Miguelzinho Dutra             |
|        | Tipo ituano | Miguelzinho Dutra             |
|        | Tipo ituano (2) figura                                                                                              | Miguelzinho Dutra             |
|        | Tipo ituano (3) | Miguelzinho Dutra             |
|        | Tipo ituano (4) | Miguelzinho Dutra             |
|        | Tipo ituano (5) | Miguelzinho Dutra             |
|        | Tirador de esmolas (Pedinchão)                                                                                      | Miguelzinho Dutra             |
|        | Tropeiro | Miguelzinho Dutra             |
|        | Túmulo de Júlio Frank (Faculdade de Direito do Largo de São Francisco – S. Paulo)                                   | Miguelzinho Dutra             |
|        | Velho centenário de Porto Feliz                                                                                     | Adrien Henri Vital van Emelen |
|        | Vista da Praça da Matriz de Santo Amaro                                                                             | Miguelzinho Dutra             |
|        | Vista do Ipiranga                                                                                                   | Miguelzinho Dutra             |
|        | Vista dos arredores de Itu                                                                                          | Miguelzinho Dutra             |
|        | Vista tomada do Quartel (Sítio do Alferes Caetano Rosas)                                                            | Miguelzinho Dutra             |

## Análise
A formação do Museu Republicano Convenção de Itu acontece num período caracterizado por mudanças significativas no cenário político, científico e cultural do Brasil.
Em seu contexto político, temos que ter em mente que seus idealizadores eram os fundadores do Partido Republicano Paulista, e o Museu Republicano era uma resposta às demandas desse setor dominante da população de celebrar a sua história e de manter sua posição privilegiada no cenário. O Museu, de certo modo, era uma legitimação dos ideais políticos dessa elite, e a reafirmação de que, ainda que estivessem em crise – com o questionamento constante das decisões de governo do partido por grupos sociais que não se sentiam representados ou privilegiados pelo seu projeto, e o surgimento de um outro grupo influente, como o Partido Democrático criado em 1926 por dissidentes do PRP – ainda eram a camada hegemônica no contexto politico brasileiro. O próprio ato de instalar o museu em um casarão que era representativo da elite, estando localizado em frente à lateral da Igreja Matriz Nossa Senhora da Candelária, é outro indicativo de que, por trás da criação do museu, queria-se mostrar que a quem a republica pertencia de verdade, e enfatizar que a oligarquia paulista tinha o controle sobre a República.
Um detalhe importante que sublinha esse fato é que, no discurso proclamado por Mário Tavares na petição de verba para a compra da Casa da Convenção, não é mencionado nenhuma vez o possível acervo do museu. Portanto, a motivação por trás de sua criação não tem ligação em seu caráter de preservação, não se queria um local em que pudessem salvar os documentos e registros que pudessem em algum momento ficar em risco de destruição. O que estava no foco de proteção, no caso, era a "fé" republicana. Tinha-se que o sobrado e os objetos que os formaram "irradiaram" os ideais prosperados pela Convenção, uma evocação de um imaginário de caráter místico que aquele espaço simbólico traria, e era isso que se queria preservar.
Outra mudança que se pode analisar é que, em âmbito nacional, surgia um movimento de preservação do patrimônio e da criação de museus históricos. É nessa década, 1920, em que se organizara a seção histórica do Museu Paulista, que até então era dedicado apenas à Zoologia, em linhas gerais, e que também se cria o Museu Histórico Nacional. Esse movimento é relacionado com um novo projeto de Brasil pós Primeira República, em que a busca pela imagem do brasileiro por meio da revisitação da história e pela sua feição nacional relacionada às artes e cultura guiou a política nesse período.